# Plavilla
 Plavilla  es una población y comuna francesa, en la región de Occitanie, departamento de Aude, en el distrito de Carcasonne y cantón de Fanjeaux.

## Demografía
| 83 | 55 | 71 | 54 | 66 | 104 |
| Para los censos de 1962 a 1999 la población legal corresponde a la población sin duplicidades (Fuente: INSEE [Consultar]) |    |    |    |    |     |